# Wiersze wojenne
Wiersze wojenne – polska piosenka literacka skomponowana w 1965 do słów Krzysztofa Kamila Baczyńskiego z muzyką Zygmunta Koniecznego, zarejestrowana na płytach Ewa Demarczyk śpiewa piosenki Zygmunta Koniecznego i Live; Ewa Demarczyk zaśpiewała Wiersze wojenne po raz pierwszy na V Międzynarodowym Festiwalu Piosenki w Sopocie w 1965 (poza konkursem).
Piosenka Wiersze wojenne była jedną z tych, które przyczyniły się w latach sześćdziesiątych do popularności gatunku nazwanego poezją śpiewaną i ugruntowały jego wysoką rangę artystyczną. Wiersze uchodzą za jedną z najlepiej dopracowanych kompozycji Koniecznego i wzorcowy przykład interpretacyjnej wyrazistości Demarczyk. Gwałtowne, ekspresywne wykonanie piosenki, w którym objawia się pełna gama emocji, od szeptu do krzyku, od czułości do okrucieństwa, od zmysłowego uniesienia do dramatycznego przerażenia, zyskało sobie entuzjastyczny odbiór – czego dowodem fakt, iż w Warszawie ludzie uczuciowo reagowali na tę piosenkę płaczem. Utwór spotkał się z akceptacją literaturoznawców i za sprawą Kazimierza Wyki, uznany został za kanoniczną realizację muzyczno-wokalną wierszy Baczyńskiego.
Całościowy wydźwięk kompozycji Wierszy wojennych ma stanowić summę historiozoficznej filozofii poety, precyzyjnie oddaną poprzez aranżację tekstu, metaforyczny sens muzyki oraz sposób wykonania.
Tekst piosenki, logicznie dobrany za pomocą „montażu”, stanowią pocięte frazy reprezentatywnych erotyków Baczyńskiego i jego utworów o tematyce wojennej.
Na utwór składają się przemieszane:
- I, III i IV strofa wiersza *** inc. Niebo złote ci otworzę…[6]
- wersy 1-8 i 15-18 z wiersza Pioseneczka
- wersy 5-16 z wiersza *** inc. Gdy za powietrza zasłoną…
- wersy 25-26 i 29-30 z wiersza Z lasu, przy czym IV strofa wiersza *** inc. Niebo złote ci otworzę…, zaczynająca się od słów „Jeno wyjmij mi z tych oczu…”, powtarza się jako refren pomiędzy kolejnymi fragmentami piosenki, dzieląc ją niejako na trzy części[7].

Z tak skonstruowanej treści wyłania się obraz charakterystycznego dla poezji Baczyńskiego konfliktu pomiędzy jednostką pragnącą szczęścia a historyczną tragedią zbiorowości. Symbolizująca pierwszą rację sytuacja erotyczna stwarza możliwość zdystansowania się od koszmaru wojennego, który jednak powraca, przypomina o sobie i jest stale obecny jako „szkło bolesne – obraz dni, / które czaszki białe toczy / przez płonące łąki krwi”. Wobec tego nieunikniony jest udział w dramacie wojny i śmierć w ogniu katastrofy: „Przeszli, przepadli; dym tylko dusi / i krzyk wysoki we mgle, we mgle”.
Warstwa muzyczna utworu ma naturę polifoniczną i składa się z dwóch odrębnych linii melodycznych, z których jedna należy do solistki (Ewa Demarczyk), druga – do chóru męskiego. W podstawowej wersji Wiersze wojenne wykonywane są z towarzyszeniem zespołu instrumentalnego, w zgodzie z pierwotnym zamysłem kompozytora, i w takim kształcie można usłyszeć je na płycie Ewa Demarczyk śpiewa piosenki…, na płycie Live zarejestrowano jednak nagranie, w którym orkiestrę zastępuje fortepian. Melodia instrumentalna napisana została w rytmie marsza, przez co współgra z linią chóru, który wykonuje trwające przez cały utwór mormorando, stylizowane wyraźnie na typową pieśń żołnierską. Linia melodyczna solistki bądź to kontrastuje, bądź zbliża się do „wojskowej” linii chóru, podkreślając przesłanie tekstu słownego – dramatyczny rozdźwięk między dwiema postawami (melodia śpiewu jest niemal identyczna z liną chóru w tych zwrotkach, w których dominuje sens społeczny, ogólnohistoryczny, różni się natomiast w tych, które poświęcone są problematyce szczęścia jednostki). Ponadto muzyczna treść piosenki dodatkowo wzbogaca jej odczytanie. Ciągłość motywu „wojskowego” wykonywanego przez chór, a także sposób wprowadzania partii instrumentalnej, która nie ma wyraźnego początku ani końca, wskazują na nieustanne trwanie i powtarzalność symbolizowanego przez nie wątku historycznego, katastroficznego, co pogłębia opisaną w utworze kolizję dwu racji: jednostkowej i historycznej – ta druga zostaje przez muzykę doprecyzowana jako wciąż powracająca.
Intencja tekstu wzmocniona zostaje też dzięki manierze wykonawczej, jaką posługuje się Ewa Demarczyk. Wspomniana ekspresja, wyrażająca się w częstych zmianach natężenia emocji i w sposobie śpiewania, związana jest ściśle z treścią utworu. Sens piosenki intensyfikuje też, dając wrażenie niepokoju, naruszenie przez wokalistkę porządku intonacyjnego wiersza.